# Trial by Fire (Journey)
Trial By Fire è il decimo album in studio della band Journey, pubblicato nel 1996 dalla Columbia Records. È l'ultimo disco con Steve Perry alla voce.

## Tracce
1. "Message of Love" (Schon, Cain, Perry, John Bettis) 5:34
2. "One More"   5:28
3. "When You Love a Woman"   4:07
4. "If He Should Break Your Heart"   4:23
5. "Forever in Blue"   3:35
6. "Castles Burning"   6:00
7. "Don't Be Down on Me Baby"   4:01
8. "Still She Cries"   5:04
9. "Colors of the Spirit" (Schon, Cain, Perry, Bettis) 5:41
10. "When I Think of You" (Cain, Perry) 4:21
11. "Easy to Fall"   5:15
12. "Can't Tame the Lion"   4:32
13. "It's Just the Rain"   5:19
14. "Trial By Fire" (Cain, Perry) 4:41
15. "Baby I'm Leaving You"   2:49
16. "I Can See It in Your Eyes" (Japanese-only bonus track on the original CD release, later added to the 2006 CD reissue) 4:12

## Formazione
- Steve Perry - voce
- Neal Schon - chitarra, voce
- Jonathan Cain - tastiera, voce
- Ross Valory - basso
- Steve Smith - batteria